# Torokka (ö i Södra Karelen)
Torokka är en ö i Finland. Den ligger i sjön Simpelejärvi och i kommunen Parikkala i den ekonomiska regionen  Imatra ekonomiska region  och landskapet Södra Karelen, i den sydöstra delen av landet, 290 km nordost om huvudstaden Helsingfors. Öns area är 2,5 hektar och dess största längd är 210 meter i sydöst-nordvästlig riktning.